# Экуан (река)
Экуан (англ. Ekwan River) — река на северо-востоке провинции Онтарио (Канада).

## География
Река берёт начало в озере Замар (Zamar Lake) на Канадском щите. Течёт в северо-восточном, а затем в восточном направлении и впадает в Залив Джеймс напротив острова Акимиски. Длина реки составляет 500 км. Бассейн реки расположен между бассейном реки Уиниск (на севере) и бассейном реки Аттавапискат (на юге), причём исток реки Экуан расположен всего в нескольких километрах от истока реки Аттавапискат.
Крупнейшие притоки — Литл-Экуан (левый), Крукед (правый), Мататето (правый), Норт-Уашагами (левый).